# آزيت
آزيت هو مركب عضوي حلقي نتروجيني له الصيغة الكيميائية C3H3N.
يتألف المركب بنيوياً من حلقة رباعية غير مشبعة حاوية على ذرة نتروجين واحدة؛ وتسمى مشتقات المركب الآزيتات.

## التحضير
تحضر مشتقات الآزيت (الآزيتات) من مشتقات أزيد حلقي البروبين بتفاعل توسيع الحلقة؛ فعلى سبيل المثال يمكن تحضير ثلاثي ثالثي بوتيل الآزيت من مركب أزيد ثلاثي ثالثي بوتيل حلقي البروبين:

## الخواص
لا يعد مركب الآزيت من المركبات العطرية؛ فالنظام يحوي على رابطتين مضاعفتين مترافقتين، بالتالي على أربع إلكترونات باي π؛ فهو يتبع نظام ضد عطري؛ ولذلك يشكل الآزيت ومشتقاته جذور كيميائية نشيطة.

## اقرأ أيضاً
- أزيتيدين
- 2-أزيتيدينون
- أكسيرين
- ثييت